# Швизау
Швизау (нем. Schwiesau) — община в Германии, в земле Саксония-Анхальт. 
Входит в состав района Зальцведель. Подчиняется управлению Клётце.  Население составляет 369 человек (на 31 декабря 2006 года). Занимает площадь 14,50 км².